# Paradise (álbum de Lil Suzy)
Paradise (em português:  Paraíso) é o quarto álbum da cantora de freestyle Lil Suzy, lançado em 8 de Julho de 1997 pela Metropolitan Recording Corporation. O álbum contem três singles, sendo os singles "Can't Get You Out of My Mind" e "I Still Love You" os singles de maior sucesso, alcançando as posições #79 e #94 respectivamente na Billboard Hot 100. Embora a faixa "You're the Only One" pertença a este álbum, ela foi lançada como single em 1999 como parte da compilação The MegaMix, para ajudar a promover o álbum.
A faixa "Memories" é um cover do grupo Netzwerk. Também possui a participação da cantora Crystal Waters, na faixa "Love Letter Lost".

## Faixas
| N.º | Título                                              | Duração |  |
| 1.  | "Can't Get You Out of My Mind" (Remix)              | 3:59    |  |
| 2.  | "You're the Only One"                               | 4:10    |  |
| 3.  | "Everytime I Dream"                                 | 4:02    |  |
| 4.  | "I Still Love You"                                  | 4:15    |  |
| 5.  | "Memories"                                          | 3:55    |  |
| 6.  | "Do You Want to Ride"                               | 4:07    |  |
| 7.  | "Erased"                                            | 3:39    |  |
| 8.  | "Can't Get You Out of My Mind"                      | 3:36    |  |
| 9.  | "Love Letter Lost" (participação de Crystal Waters) | 5:11    |  |
| 10. | "Paradise"                                          | 4:20    |  |
| 11. | "The Way I Love You"                                | 3:57    |  |
| 12. | "The Nite"                                          | 4:04    |  |
| 13. | "To Be with You"                                    | 3:07    |  |
| 14. | "I Want Your Love"                                  | 3:06    |  |

## Posições nas paradas musicais
Singles - Billboard
| Ano  | Single                         | Parada musical                     | Posição |
| ---- | ------------------------------ | ---------------------------------- | ------- |
| 1997 | "Can't Get You Out of My Mind" | Billboard Hot 100                  | 79      |
| 1997 | "Can't Get You Out of My Mind" | Hot Dance Music/Maxi-Singles Sales | 14      |
| 1998 | "I Still Love You"             | Billboard Hot 100                  | 94      |
| 1998 | "I Still Love You"             | Hot Dance Music/Maxi-Singles Sales | 32      |